# Billy Kuckuck – Eine gute Mutter
Eine gute Mutter ist die zweite Folge der deutschen Filmreihe Billy Kuckuck. Die Dramödie wurde am 15. November 2019 im Ersten ausgestrahlt.

## Handlung
Billy Kuckuck ist eine Mainzer Gerichtsvollzieherin. Im Rahmen einer Zwangsvollstreckung wird ihr, in einem Moment der Unachtsamkeit, von einem kleinen Jungen ihre Tasche mit Dokumenten, Ausweisen und Bargeld gestohlen.
Der Junge entpuppt sich im Laufe der Handlung als verantwortungsvolles Familienmitglied, das seine geistig benachteiligte Mutter in ihren alltäglichen Lebenslagen unterstützt. Im weiteren Verlauf der Handlung soll der Junge seiner Mutter vom Jugendamt weggenommen werden, um ihn in ein Jugendheim zu verbringen, da das Amt der Mutter nicht zutraut, ihr Kind ordnungsgemäß erziehen zu können. An dieser Stelle kommt wieder Billy Kuckuck ins Spiel, da die Mutter eine Rechnung nicht beglichen hat. Zu diesem Zeitpunkt realisiert die Gerichtsvollzieherin, dass die Mutter des Kindes weder richtig lesen noch schreiben kann, und schon gar nicht weiß, wie man mit Geld umgeht. Sie versteckt mit der Hilfe seiner Mutter das Kind vor dem Jugendamt und nimmt verbotenerweise auch an seiner Geburtstagsfeier teil.
Billy Kuckuck schaltet sich gegen den Willen ihres Vorgesetzten in die Gerichtsverhandlung ein und ermöglicht sich eigenhändig, vor dem zuständigen Familienrichter in die Verhandlung einzutreten und vorzusprechen, bei der auch der Vertreter des Jugendamts zugegen ist.
Letztendlich waren ihre teilweise illegalen Maßnahmen erfolgreich; der Richter entscheidet, dass der Junge bei seiner Mutter bleiben darf.

## Hintergrund
Der Film basiert auf einer realen Begebenheit. Die Produzenten erklärten, dass sie bei Recherchen auf einen ähnlichen, real stattgefundenen Fall gestoßen sind. Die Kölner Gerichtsvollzieherin Claudia Giegler-Linde berichtete ihnen von einem Jungen, den das Jugendamt aus seiner ihm vertrauten Umgebung entfernt hat und ihn in ein Heim verbrachte. Über diese Tatsache war der Junge so unglücklich, dass er aus dem Heim geflohen ist und weite Strecken zu Fuß zurückgelegt hat, um wieder bei seinen Eltern sein zu können.

## Kritik
„Billy [sorgt] für durchgehend gute Laune in dieser cleveren Situationskomödie.“

„Ein guter Kern, zu viel affiges Drumherum“

„Kint liep haben, steht auf ihrem schüchtern vorgezeigten Zettel. Das kann, das muss jeden Familienrichter und auch jeden Zuschauer überzeugen!“